# Ilig
Ilig és un cap (Ras Ilig) a la costa de l'oceà Índic, a la regió del Nugaal a Somàlia (estat autònom de Puntland), i un petit poble de pescador, a la vora del cap (a uns 4 km). Es troba a uns 30 km al sud d'Eyl (a 35 km de la vila).
És famosa perquè a la seva rodalia foren derrotats els daraawiish quan fugien dels britànics, el 21 d'abril de 1904. El Diiriye Guure va quedar rodejat al poble però els interessos italians i les aliances que va poder obtenir d'alguns clans, van facilitar un acord entre Itàlia i Gran Bretanya que establia un estat protegit per Itàlia al Nugaal, governat pel Diiriye Guure (Tractat d'Ilig de 5 de març de 1905) conegut com a Estat dels Dervixos. Aquest estat va iniciar la guerra santa entre 1907 i 1909 i va ocasionar una guerra que va durar fins al 1920.
A Ilig, sota Diiriye Guure, es va produir l'anomenada "Carnisseria d'Ilig Daldala", en què els daraawiish van causar la mort de mort de centenars de persones (uns 700) del clan ciise maxamud, que foren tirades del cim de les roques d'Ilig a la mar.